# Сыздыков, Абу (тракторист)
Абу Сыздыков (5 сентября 1919, с. Ойшилик, Петропавловский уезд, Акмолинская область, РСФСР — 13 июля 1973, с. Амангельды, Советский район, Северо-Казахстанская область, Казахская ССР, СССР) — бригадир тракторной бригады Чаглинской МТС Советского района Северо-Казахстанской области, Казахская ССР. Герой Социалистического Труда (1957). Член КПСС с 1959 года.

## Биография
Родился 5 сентября 1919 года в крестьянской семье в селе Ойшилик Петропавловского уезда Акмолинской области (ныне — Аккайынский район Северо-Казахстанской области Казахстана).
С 1936 года работал разнорабочим в совхозе «Киялинский». После окончания школы механизации сельского хозяйства в селе Кызылжар трудился трактористом в Чаглинской МТС.
В 1953 году возглавил тракторную бригаду в колхозе имени Амангельды.
Бригада Абу Сыздыкова ежегодно перевыполняла план по обработке пахотной земли. В 1956 году бригада собрала в среднем по 17,8 центнера зерновых на участке площадью четыре тысячи гектаров, в результате чего колхоз имени Амангельды получил прибыль около четырёх миллионов рублей вместо запланированных 280 тысяч рублей. Указом Президиума Верховного Совета СССР от 11 января 1957 года за особо выдающиеся успехи, достигнутые в работе по освоению целинных и залежных земель, и получение высокого урожая удостоен звания Героя Социалистического Труда с вручением ордена Ленина и золотой медали «Серп и Молот».
В 1965 году перешел работать наладчиком в тракторно-полеводческую бригаду совхоза «Путь Ильича».
Неоднократно участвовал во Всесоюзной выставке ВДНХ в Москве.
Скончался 13 июля 1973 года в селе Амангельдинское. Похоронен на местном кладбище.